# Emilio Siemens Amaro
Emilio José Siemens Amaro (Salto, 27 de agosto de 1913 - Montevideo, 4 de abril de 2007), fue un magistrado uruguayo, quien se desempeñó como miembro de la Suprema Corte de Justicia de su país entre 1962 y 1972, y posteriormente integró el Consejo de Estado entre 1973 y 1976.

## Primeros años
Nació en Salto el 27 de agosto de 1913, hijo de Carlos Luis Siemens y de Dolores Amaro.
En 1937 ingresó como funcionario administrativo (auxiliar) en el Poder Judicial.
Al mismo tiempo, cursó estudios en la Facultad de Derecho de la Universidad de la República, en la que en 1944 se graduó como procurador y en 1946 como abogado.

## Juez de Paz en el interior
En agosto de 1946 ingresó a la carrera judicial al ser designado Juez de Paz de la segunda sección judicial de Maldonado (San Carlos).
En mayo de 1947 fue trasladado como Juez de Paz de la primera sección judicial del departamento de San José (San José de Mayo).

## Juez de Paz en Montevideo
En mayo de 1948 fue ascendido al cargo de Juez de Paz de la 4a sección de Montevideo, pasando a igual cargo en la 10a sección del mismo departamento en septiembre de 1949.

## Juez Letrado en el interior
En agosto de 1950 fue promovido al cargo de Juez Letrado de Salto de 1er Turno y en 1954 fue trasladado al Juzgado Letrado de Canelones de 2° turno.

## Juez Letrado en Montevideo
En junio de 1957 ascendió al cargo de Juez suplente en la capital del país, y en marzo de 1958 fue nombrado Juez Letrado de Instrucción y Correccional de Tercer Turno.

## Suprema Corte de Justicia
El 28 de febrero de 1962 la Asamblea General lo eligió por 87 votos como integrante de la Suprema Corte de Justicia, junto a Hamlet Reyes y a Esteban D. Ruiz, ocupando los puestos dejados vacantes por Álvaro Macedo, Rivera Astigarraga y Manuel López Esponda. Prestó juramento el mismo día.
El de Siemens Amaro fue uno de los muy pocos casos en la historia del máximo tribunal del país en que un magistrado fue designado para integrarlo sin haber pasado previamente por el cargo inmediato inferior, esto es, miembro de un Tribunal de Apelaciones. 
Ocupó la Presidencia de la Corte en tres ocasiones, durante los años 1965,1968, y 1971.
Formó parte, entre octubre de 1964 y agosto de 1971, junto a Reyes, Velarde Cerdeiras, Alberto Sánchez Rogé y Edenes A. Mallo, de la integración incambiada más prolongada en el tiempo (casi siete años) que ha registrado la Suprema Corte desde 1934, en que se estableció el límite de 10 años en el cargo para quienes la integran (el récord absoluto de integración sin cambios fue de once años y se registró entre 1914-1925).
Siemens Amaro cesó como integrante de la Corte a fines de febrero de 1972, junto con Hamlet Reyes, al cumplir ambos el período máximo de 10 años de permanencia en el cargo establecido en la Constitución vigente. Las vacantes generadas por sus ceses fueron cubiertas en mayo del mismo año con el ingreso, por su calidad de ministros más antiguos de los Tribunales de Apelaciones, de Álvaro Méndez Modernell y Rómulo Vago.

## Consejo de Estado
En diciembre de 1973, el presidente Juan María Bordaberry designó a Siemens Amaro como integrante del Consejo de Estado que creó para reemplazar al Parlamento democráticamente electo en 1971 y que el propio Bordaberry había disuelto mediante el golpe de Estado de junio del mismo año.
Ocupó dicho cargo hasta 1976, cuando al renovarse el Consejo de Estado para el que sería su segundo período (1976-1981), no volvió a ser designado para integrarlo.

## Actividades posteriores
En marzo de 1979 fue autorizado por el Poder Ejecutivo a constituir con otras personas una Comisión Administradora del patrimonio del Partido Nacional, cuya legitimidad no fue reconocida por las autoridades de dicho partido que se encontraban proscriptas por la dictadura militar. Sin embargo, renunció a dicha comisión menos de un año después.

## Fallecimiento
Emilio Siemens Amaro falleció en Montevideo el 4 de abril de 2007, a los 93 años de edad.